# Aleksandar Shalamanov
Aleksandar Shalamanov (en bulgare : Александър Шаламанов), né le 4 septembre 1941 et décédé le 25 octobre 2021, est un footballeur et skieur bulgare.

## Biographie
Il joue au poste de défenseur dans les années 1960 et 1970, principalement au Slavia Sofia.
Il remporte trois Coupe de Bulgarie avec le Slavia.
Il participe également aux compétitions continentales européennes, et dispute sept matchs en Coupe des villes de foires / Coupe de l'UEFA (un but), et 14 rencontres en Coupe des coupes. Il inscrit son seul but en Coupe d'Europe le 19 novembre 1969, sur la pelouse du Kilmarnock FC. Il est demi-finaliste de la Coupe des coupes en 1967, en étant battu par le Rangers Football Club.
Shalamanov obtient 40 sélections en équipe de Bulgarie entre 1963 et 1973.
Il participe avec la sélection bulgare aux Coupes du monde, en 1966 et 1970. Lors du mondial 1966 organisé en Angleterre, il joue deux matchs. Avec un bilan catastrophique de trois défaites en trois matchs, huit buts encaissés et un seul but marqué, la Bulgarie est éliminée dès le premier tour. Lors de l'édition 1970 qui se déroule au Mexique, il prend part à trois rencontres, en officiant comme capitaine de la sélection. Avec un bilan d'un nul et deux défaites, la Bulgarie est une nouvelle fois éliminée dès le premier tour.
Il est désigné meilleur footballeur bulgare de l'année à deux reprises, en 1963 puis en 1966.
En sus du football, Shalamanov présente la particularité de représenter son pays lors des Jeux olympiques d'hiver de 1960, en tant que skieur. Il participa aux épreuves de ski alpin lors du slalom (où il ne se qualifie pas lors de son premier départ) et lors du géant (où il termine à la 37e place, à 14 secondes 6 centièmes de retard sur le vainqueur, le Suisse Roger Staub).

## Palmarès
- Vice-champion de Bulgarie en 1967 avec le Slavia Sofia
- Vainqueur de la Coupe de Bulgarie en 1963, 1964 et 1966 avec le Slavia Sofia
- Finaliste de la Coupe de Bulgarie en 1972 avec le Slavia Sofia